# Augustin Grüniger
Augustin Grüniger OSB (* 12. Dezember 1824 in Altendorf als Johann Joseph Grüniger; † 14. März 1897 in Gries-Quirein) war ein Schweizer Benediktinermönch. Von 1887 bis zu seinem Tod war er Abt der Abtei Muri-Gries in Bozen (Südtirol).

## Biografie
Der Sohn des Gastwirts Bernhard Ignaz Grüniger und der Katharina Rosa Diethelm studierte ab 1836 an der Klosterschule in Muri. Nachdem das Kloster Muri im Januar 1841 von der Regierung des Kantons Aargau aufgehoben worden war, setzte Grüniger seine Studien am Kollegium St. Michael in Fribourg fort. Er war dort Mitbegründer des Schweizerischen Studentenvereins. 1846 wurde er in Gries, wohin die Abtei Muri mittlerweile übersiedelt war, als erster Novize aufgenommen. 1848 legte er die Profess ab, ein Jahr später folgte die Priesterweihe. Von 1850 bis 1857 wirkte er als Lehrer am Kollegium in Sarnen (Vorläufer der Kantonsschule Obwalden).
Ab 1858 war Grüniger als Kaplan in Marling tätig, ab 1860 als Lehrer der Philosophie in Gries. 1863 kehrte er nach Sarnen zurück, wo er die nächsten 24 Jahre Lehrer und Rektor des Kollegiums war. 1884 verlieh ihm die Bürgergemeinde Sarnen das Ehrenbürgerrecht, ein Jahr später auch die Landsgemeinde des Kantons Obwalden. Dies geschah aufgrund seiner Verdienste um die Modernisierung und den Ausbau des Kollegiums zu einem Gymnasium mit Internat. Am 8. November 1887 wurde Grüniger zum Abt von Muri und Prior von Gries gewählt. 1892 leitete er den Umzug des Konvents des aufgehobenen Benediktinerinnenklosters Hermetschwil nach Habsthal.